# DJ Shadow
Joshua Paul Davis, művésznevén DJ Shadow (Hayward vagy San José, 1972. június 29. –) amerikai hiphop producer, DJ és dalszerző. Az instrumentális hiphop atyjának tartják, fontos szerepet játszott az amerikai hiphop és trip-hop színterek fejlődésében. Világszerte sikert aratott Endtroducing..... c. debütáló albuma, amivel a Guinness-rekordok könyvébe is bekerült, hiszen ez az első teljes egészében más zenékből, tv-s és rádiós hangmintákból (sampling) összevágott lemez. Övé a világ legnagyobb magán bakelitlemez-gyűjteménye is, ami több mint hatvanezer felvételt jelent.

## Biográfia
DJ Shadow zenei karrierjét lemezlovasként kezdte a University of Californián, egy KDVS nevű kampusz rádióállomásnál. Ez idő alatt fontos személyisége volt a Solesides lemezkiadó körül tömörülő kísérleti hiphop szcénának is. A Solesidesnál megjelentetett korai kislemezei (In Flux, Lost and Found (S.F.L.)), a műfaj határait kitoló műalkotások voltak, egymásba fonódó funk, rock, hiphop, ambient, jazz és soul elemekkel. DJ Shadowt gyakran emlegetik, mint az Amerikai Egyesült Államok vezető trip-hop producerét. Annak ellenére, hogy zenéje nehezen kategorizálható, a korai közreműködései nagyon nagy jelentőségűek és fontos momentumai az alternatív hiphop színtéren belül. Ő maga, Kurtis Mantronik, Steinski és Prince Paul nevét említi meg, mikor sampling-alapú zenéi hatásaira kérdeznek rá.
1997-ben megalapította a Quannum Projects kiadót, a megszűnő Solesides romjain.
DJ Shadow Cut Chemisttel is sokszor működött már együtt. Közösen főként olyan fontos mixtapekekért felelősek, mint a Brainfreeze, a Product Placement, és a legutóbbi The Hard Sell. Ezek a mixek a jazzt, a funkot és a soult fuzionálják a hiphoppal. Együtt dolgozott még olyan zenészekkel, mint a Blackalicious, Zack de la Rocha, a Rage Against The Machine egykori énekese, Keak Da Sneak, Mos Def, David Banner vagy a többek között Dr. Octagon néven elhíresült Kool Keith.
2006-os The Outsider c. lemeze már az Universal Records gondozásában jön ki.
2008-ban Cut Chemist és Kid Koala társaságában indul promóciós turnéra a The Hard Sell megjelenésének apropóján,

## Főbb munkái

### Endtroducing.....
Shadow első nagylemeze, az Endtroducing..... 1996 végén jelent meg, egyértelműen pozitív kritikákat kapva. A lemez elkészítéséhez AKAI MPC60-as 12 bites sampling dobgépet, két lemezjátszót használt. 2006 novemberében a Time beválasztotta a minden idők 100 legjobb albumát tömörítő ALL-TIME 100-as listájába.

### Preemptive Strike
1998-ban jelent meg a Preemptive Strike, amely válogatás korai kislemezeiből. Még az év folyamán közreműködött az U.N.K.L.E.-lel, olyan világsztárok oldalán, mint Thom Yorke a Radioheadből, Richard Ashcroft a The Verveből, Mike D a Beastie Boysból vagy Jason Newsted a Metallicából

### Dark Days
2000-ben készítette el ezt a filmzenealbumot, a brit Marc Singer Dark Days c. dokumentumfilmjéhez. A film a metró járataiban élő hajléktalanokról szól, akik egész életüket teljes sötétségben élik le. A film hat díjat nyert.

### The Private Press
Majdnem hat évvel a bemutatkozó album után jött ki második albuma, a The Private Pess, 2002 júniusában. Még ebben az évben megjelent a Scratch, Doug Pray 2001-es filmje DVD-n, ennek a dokumentumnak DJ Shadow az egyik főszereplője. A Six Days c. számhoz készített videóklipet Wong Kar-Wai rendezte.

### The Outsider
A The Outsider 2006 szeptember 18-án jelent meg. Kiadtak belőle egy speciális CD box szetet is, amely az albumon kívül tartalmazta még a beszédes című Tour Visuals c. DVD-t is. A The Outsider, amelyen számos a San Francisco-öbölbeli hyphy hiphop művész közreműködött, vegyes fogadtatásra találta Shadow rajongói között. A kritikákra reagálva a DJ saját blogján írta: "Az Endtroducingot ismételni örökkön-örökké? Ezt soha nem volt a terv része. Basszameg, azt hiszem itt az ideje, hogy a komoly rajongók eldöntsék, egy művész vagy egy album rajongói."

### Jövőbeli megjelenések
2009. március 7-én, DJ Shadow bejelentette, hogy új albumon dolgozik. Bár a megjelenés időpontját nem adtak meg, biztosított mindenkit, hogy az album "másmilyen lesz, mint az utolsó".

## Diszkográfia

### Albumok
- 1996 – Endtroducing.....
- 2002 – The Private Press
- 2006 – The Outsider

### Élő albumok
- 2004 – Live! In Tune and on Time
- 2006 – Live At Brixton Academy December 2006

### Válogatásalbumok
- 1998 – Preemptive Strike
- 1999 – Funk Spectrum: Real Funk For Real People
- 2007 – The 4-Track Era (Volume 1: Best Of The KMEL Mixes (1991))
- 2007 – The 4-Track Era (Volume 2: Best Of The Remixes And Megamixes (1990 – 1992)
- 2008 – The 4-Track Era (Volume 3: Best Of The Original Productions (1990 – 1992)
- 2008 – The 4-Track Era (Volume 4: Bonus Disc KMEL Mix (1991))

### Remixalbumok
- 2003 – The Private Repress
- 2005 – Excessive Ephemera

### DJ QBert-tel közösen
- 1997 – Camel Bobsled Race (Q-Bert Mega Mix) CD-EP

### AzUNKLE-lel közösen
- 1998 – Psyence Fiction

### Cut Chemisttelközösen
- 1999 – Brainfreeze
- 2001 – Product Placement
- 2003 – Milk The Basic Breaks
- 2004 – Product Placement on Tour
- 2007 – The Hard Sell
- 2008 – The Hard Sell (Encore)

### AKeane-nel közösen
- 2005 – "We Might As Well Be Strangers" (Remix)

### Mixek
- 2003 – Essential Mix on BBC Radio 1, amely később megjelent 1000 darabos limitált szériában Diminishing Returns címmel.
- 2005 – Funky Skunk

### Fontosabb közreműködései
- 1993 – A Sleeping with the Enemy c. Paris albumon.
- 1995 – A Meiso c. DJ Krush albumon, a Duality c. számmal.
- 1996 – A Dr. Octagonecologyst c. Dr. Octagon albumon, a Waiting List c. szám Dan The Automatorral közös remixével.
- 1999 – A Quannum Spectrum című, az azonos nevű kiadót bemutató válogatásalbumon, a Divine Intervention és a Storm Warning c. számokkal.
- 1999 – A So... How's Your Girl? c. (Handsome Boy Modeling School albumon a Holy Calamity c. szám az ő és DJ Quest közös munkája.
- 2002 – Az The Ultimate Lessons c. válogatásalbumon a Lesson 4, a Live Lesson B, és Live Lesson C c. számaival.
- 2005 – A Hell's Winter c. Cage albumon a Grand Ol' Party Crash c. számmal.

### DVD-k
- 2001 – Freeze VHS/DVD (DJ Nu-Markkal, DJ Z-Trippel, és Cut Chemisttel)
- 2003 – Product Placement on Tour CD/DVD (Cut Chemisttel)
- 2004 – Live! In Tune and on Time CD/DVD
- 2008 – The Hard Sell: Live at the Hollywood Bowl (Cut Chemisttel)